# Macropis steironematis
Macropis steironematis là một loài ong trong họ Melittidae. Loài này được Robertson miêu tả khoa học đầu tiên năm 1891.